# Cuers
Cuers è un comune francese di 10 180 abitanti situato nel dipartimento del Var della regione della Provenza-Alpi-Costa Azzurra.
Ai primi di settembre 1943 era di base la 122ª Squadriglia del 64º Gruppo del 19º Stormo da Osservazione Aerea della Regia Aeronautica nell'ambito dell'Occupazione italiana della Francia meridionale.
Nel 1995 quì avvenne il noto Massacro di Cuers, in cui il 16enne Èric Borel uccise 15 persone e né ferì altre 4. Tra le vittime vi furono anche i suoi familiari. Borel morì suicida.

## Società

### Evoluzione demografica
Abitanti censiti